# Ключевка (Акмолинская область)
Ключевка (каз. Ключевка) — упраздненное село в Сандыктауском районе Акмолинской области Казахстана. Входило в состав Каменского сельского округа. Код КАТО — 116447103.

## География
Село располагалось в восточной части района на берегу реки Сыркырама, в 27 км на юго-восток от центра района села Балкашино, в 4 км на юг от центра сельского округа села Каменка.

## История
Ликвидировано в 2006 г.

## Население
В 1989 году население села составляло 104 человек (из них немцев 29%, русских 25%).
В 1999 году население села составляло 62 человека (32 мужчины и 30 женщин).
| Численность населения | Численность населения |
| 1989                  | 1999                  |
| --------------------- | --------------------- |
| 104                   | ↘62                   |